# Эгути, Кацуя
Кацуя Эгути (яп. 江口 勝也 Эгути Кацуя, род. 15 мая 1965 г.) — японский геймдизайнер, продюсер и заместитель генерального директора компании Nintendo Entertainment Planning & Development, наиболее известен как создатель серии игр Animal Crossing. Эгути родился в 1965 году в Токио, Японии и вырос в префектуре Тиба. Он начал работать в компании Nintendo в 1986 году и некоторое время создавал рекламные изображения для игр, перед тем, как впервые выступил дизайнером при разработке игры Super Mario Bros. 3. Затем в 1993 году, он впервые выступил директором по разработке игры Star Fox. Позже под его начальством были созданы такие игры, как Super Mario World, Star Fox 2, Wave Race 64, и Yoshi's Story.
Продвижение по карьерной службы сделало Эгути старшим продюсером подразделения Nintendo — Nintendo Entertainment Analysis and Development и затем заместителем генерального директора подразделения компании Nintendo — Nintendo EPD.

## Разработка игры Animal Crossing
Эгути наиболее известен как создатель серии игр Animal Crossing. Вдохновением для создания игры послужил сам жизненный опыт, пережитый Эгути, когда тот ещё будучи 21-летним выпускником переехал в префектуру Тиба, чтобы обучаться в штаб-квартире Nintendo в Киото Эгути хотел воссоздать ощущение одиночества в новом городе, вдали от друзей и семьи"

В интервью с редакторами журнала Edge, Эгути описал идею создания Animal Crossing следующим образом:

Animal Crossing затрагивает три основные темы: семья, дружба и сообщество. Основной причиной, почему я хотел глубже изучить эти темы послужило то, что я сильно страдал от одиночества, когда жил в Киото. Для учёбы мне пришлось оставить семью и старых друзей. И тогда после этого я осознал, на сколько это прекрасно находится рядом с семьёй, проводить время с ними, общаться, играть. Тогда мне пришла в голову идея воссоздать это чувство искусственным способом. Это фактически послужило основой для создания игры Animal Crossing.

В своём интервью с журналом Gamasutra, Эгути также связал идею игры с семьёй:

Другое дело, что я всегда возвращаюсь домой очень поздно. И моя семья играет в видео-игры, и я иногда начинаю играть, когда возвращаюсь домой. И я подумал — они играют в игры, и я играю в игры, но мы не делаем это вместе. Было бы неплохо создать такую игру, где даже при отсутствии возможности играть одновременно, оставалась возможность играть вместе. Например мои дети играли бы после школы, а я возвращаюсь домой поздно ночью и продолжаю их игру и таким образом могу быть частью того, чем они занимались, пока меня не было рядом. И в то же время они видят, что я делаю. Это было желание создать место, где моя семья и я могли бы общаться больше, даже если мы не можем играть вместе.

## Работы
- Super Mario Bros. 3 — дизайнер (для NES, 1988)
- Super Mario World — один из директоров (SNES, 1990)
- Star Fox — директор (SNES, 1993)
- Star Fox 2 — директор (SNES, не издан)
- Wave Race 64 — директор (N64, 1996)
- Yoshi's Story — главный дизайнер (N64, 1998)
- Mario Artist: Talent Maker — консультант (N64, 64DD, 2000)
- Animal Forest — директор (N64 2001)
- Animal Crossing — директор (GCN, 2002)
- Animal Crossing e+ — директор (GCN, 2003)
- Animal Crossing: Wild World — продюсер (NDS, 2005)
- Wii Sports — продюсер (Wii, 2006)
- Wii Play- продюсер (Wii, 2006)
- Star Fox Command — смотритель (NDS, 2006)
- Wii Music — продюсер (Wii, 2008)
- Animal Crossing: City Folk — продюсер (Wii, 2008)
- Wii Sports Resort — продюсер (Wii, 2009)
- Nintendo Land — продюсер (Wii U, 2012)
- Wii U — продюсер (2012)
- Animal Crossing: New Leaf — продюсер (3DS, 2013)
- The Legend of Zelda: Majora's Mask 3D — старший продюсер (3DS, 2015)
- Splatoon — генеральный продюсер (Wii U, 2015)
- Animal Crossing: Happy Home Designer — генеральный продюсер (3DS, 2015)
- The Legend of Zelda: Tri Force Heroes — смотритель (3DS, 2015)
- The Legend of Zelda: Twilight Princess HD — старший продюсер (Wii U, 2016)
- Tank Troopers — генеральный продюсер (3DS, 2016)
- Arms — генеральный продюсер (Nintendo Switch, 2017)